# All We Have Is Love
"All We Have Is Love" - песня, записанная американской певицей Сабриной Карпентер с ее второго студийного альбома Evolution (2016), которая стала последним треком альбома. Трек был написан Карпентером, Афшином Салмани и Джошем Камби, а спродюсирован компанией Nonfiction в сотрудничестве с Афшином и Джошем Камби. Песня была выпущена лейблом Hollywood Records в качестве первого промо-сингла Evolution 23 сентября 2016 года с предварительным заказом альбома, за три недели до выхода альбома. "All We Have Is Love" - танцевальный трек. в нем говорится о счастье, оптимизме и любви, которые находят отражение в новых отношениях. По словам Карпентера, эта песня - самая позитивная на альбоме.

## Предыстория и запись
На вечеринке по приготовлению картофеля фри в рамках тура Evolution в Торонто Сабрина сказала, что они начали писать песню на фортепиано, а Карпентер объяснил, что сначала песня называлась "All I Have Is Love", и это была мрачная, дерзкая песня, в которой говорилось о "жизни, которую ты заслуживаешь". На следующий день они переписали песню и назвали ее "All We Have Is Love", потому что подумали, что она лучше впишется в репертуар Карпентера и альбом. Карпентер сказал в комментарии к треку, что они начинают создание песни с создания фантастического мира, где счастье и любовь превыше всего. В комментарии к этой песне Карпентер заявляет: "В конце концов, то, чем нам нужно дорожить больше всего, - это любовь. И это не просто любовь к своей второй половинке other...it это просто любовь ко всему, что ты только можешь полюбить всем своим сердцем.”
Помимо участия в записи бэк-вокала с Сабриной Карпентер, дуэт Nonfiction (Афшин и Джош Камби) написал, спродюсировал, спроектировал и смикшировал трек. Крис Герингер занимался мастерингом звука в Sterling Sound в Нью-Йорке. Вокал был записан в 2015 году на студии Kite Music Productions в Лос-Анджелесе, штат Калифорния.

## Критический прием
Бриттани Голдфилд Родригес (Brittany Goldfield Rodrigues) из Andpop сказала: "Первый сингл, выпущенный в рамках промоушена альбома, каждый, кто оформил предварительный заказ, получил "All We Have Is Love". Мелодии удается быть милой песней о любви и в то же время веселым танцевальным треком. Ее мягкий вокал идеально звучит в треке, дополняя ритмы, а не подавляя их. Высокий регистр Сабрины - это все".

## Кредиты и персонал

### Запись и менеджмент
- Записано в Kite Music Productions (Лос-Анджелес, Калифорния)

- Мастеринг в Sterling Sound (Нью-Йорк)

- Сам альбом Seven Summits Music (BMI) и Pink Mic Music (BMI)/BMG Platinum Songs/Sound ish (BMI), все права принадлежат BMG Rights Management (США), LLC. Используется с разрешения. Все права защищены./BMG Gold Songs/Cumbee Publishing/Kite Kid Music (ASCAP), все права принадлежат BMG Rights Management (США), LLC. Используется с разрешения. все права защищены.

### Персонал
- Сабрина Карпентер – вокал, написание песен, бэк-вокал

- Афшин Салмани – написание песен, продюсирование, бэк-вокал, инженерия, сведение

- Джош Камби – написание песен, продюсирование, бэк-вокал, инженерия, сведение

- Крис Герингер – мастеринг

Титры адаптированы из вкладыша Evolution.